# Zofenopril
Lo  Zofenopril  è un principio attivo ACE-inibitore di indicazione specifica contro l'ipertensione. Tale farmaco viene eliminato per via biliare e renale.

## Indicazioni
Lo Zofenopril è utilizzato come medicinale in cardiologia contro l'ipertensione, episodi di scompenso cardiaco e in seguito ad un infarto miocardico acuto.

## Controindicazioni
Il farmaco è sconsigliato nelle persone che assumono diuretici risparmiatori di potassio o supplementi di potassio, per il possibile verificarsi di un aumento della potassemia. La funzionalità epatica dovrebbe essere controllata durante la somministrazione del farmaco.

## Dosaggi
- Ipertensione: 30 mg al giorno (dose massima 60 mg al giorno)

## Farmacodinamica
Gli ACE-inibitori, inibiscono l'enzima di conversione dell'angiotensina I alla forma II, agendo sulla funzione del sistema renina-angiotensina-aldosterone.

## Effetti indesiderati
Alcuni degli effetti indesiderati sono: angioedema, cefalea, dispepsia, leucopenia, vertigini, nausea, diarrea, vomito, febbre, neutropenia, ipoglicemia, discrasia ematica, affaticamento, porpora, vasculiti, ipotensione, anemia, broncospasmo, rash, artralgia.